# Donbas
Donbas ili Donjecki bazen (ukrajinski: Донбас, Донецький басейн) - područje u Ukrajini. 
Riječ Donbas se često koristi u povijesnom, kulturnom i gospodarskom spektru. Donbas je imao veliku važnost za vrijeme Ruskoga Carstva, Sovjetskog Saveza i danas Ukrajine. Nalazi se na prostoru Donjecke i Luganske oblasti. Mali dio Donbasa se rasprostire i u jugozapadnoj Rusiji.
Prvi grad u regiji Donbasa, bio je Slovjansk utemeljen 1676. godine. Godine 1721., pronađena su ogromna nalazišta ugljena. Tada je počeo i veliki gospodarski razvoj tog područja. Za vrijeme Oktobarske revolucije i Ruskoga građanskog rata ovdje su vođene velike borbe između ruske Bijele garde i boljševika. Donbas je bio meta Hitlera i nacista za vrijeme Drugog svjetskog rata, prije svega zbog energenta i ruda za vojnu mašineriju.
Stanovništvo Donbasa čini oko 55% Ukrajinaca, a ostali su uglavnom ruske narodnosti i jako biračko tijelo prorusko usmjerenih političara Ukrajine (npr. Viktora Janukoviča). Ekonomski je najbogatiji dio Ukrajine. Najvažniji gradovi Donbasa su: Donjeck i Lugansk.
Nogometni stadion Šahtara iz Donjecka zove se Donbas Arena.